# Abraxas pura
Abraxas pura là một loài bướm đêm trong họ Geometridae.